# Cybaeus signifer
Cybaeus signifer är en spindelart som beskrevs av Simon 1886. Cybaeus signifer ingår i släktet Cybaeus och familjen vattenspindlar. Inga underarter finns listade i Catalogue of Life.